# Flata minuta
Flata minuta är en insektsart som först beskrevs av Fabricius 1775.  Flata minuta ingår i släktet Flata och familjen Flatidae. Inga underarter finns listade i Catalogue of Life.